# いじめ反対の日
いじめ反対の日（いじめはんたいのひ、英: Anti-Bullying Day）は、人々がいじめに反対する姿勢を象徴するために主にピンクのシャツを着る日で、ピンクシャツデー（Pink Shirt Day）とも言い、カナダで始まったいじめ反対運動。世界中でさまざまな日に行われる。 2012年、国連は公式日を5月4日と宣言。世界の多くの国、オーストラリア 、ニュージーランド 、フランス 、レバノン 、英国および米国などで認知されている。カナダでは2月27日に行われ、国際的なピンクの日（International Day of Pink ）も別の日に行われる。 

## 歴史
2007年の学校の初日、9年生のChuck McNeillという男子生徒がピンクのシャツを着ていたためにいじめられたので、ノバスコシア州バーウィックに住むDavid ShepherdとTravis Priceが、ピンクのシャツを50枚購入して配布したのが始まり 。ノバスコシア州では、ノバスコシア州首相のRodney MacDonaldが、9月の第2木曜日を「いじめに立ち向かう日（Stand Up Against Bullying Day）」と宣言した。 
2008年、当時のブリティッシュコロンビア州首相であった Gordon Campbellは、2月27日を地方のいじめ反対の日と宣言した 。今では、毎年2月の最後の水曜日は、カナダのいじめ反対の日となった 。2009年、Boys and Girls Clubは、「Bullying Stops Here」と描いたピンクのTシャツを着て、いじめ反対のための「ピンクのシャツの日」を行った 。 
2012年、国連は5月4日をいじめ反対の日と宣言した 。 
ニュージーランドは、2020年は5月22日をいじめ反対の日とした。 

## 目的
さらなるいじめを防ぐために、いじめ反対の日が設けられた。 米国司法省は、4人に1人の子供が思春期にいじめられることを示した。ほとんどの場合、最初の発覚の後も継続する。統計によると、いじめられている生徒の71パーセントがいじめられ続けており、終わりのない問題となっている。イェール大学医学大学院によると、2010年の研究では、いじめと自殺との関係が明らかとなっている。

## 活動
いじめ反対の日の活動は、学校、職場 、他のピアグループの場で行うことができる。「いじめを根絶する」集会、情報、およびネットワークのブースを設けて情報提供することができる。 例として、世界いじめ防止の青いシャツの日（Blue Shirt World Day of Bullying Prevention）、全国いじめの意識月（National Bullying awareness month）、ピンクシャツの日（Pink Shirt Day）がある。 その他には、配布資料、リソース、および「いじめと暴力に対する国民行動デー（National Day of Action Against Bullying and Violence）」のメッセージを宣伝する情報が含まれる。 他の活動の例に、競争、会議、「ScreenIt！」やいじめや暴力への意識を広めるために使用される「Back me up」などのビデオ作成コンテスト、およびコミュニティイベントなどが行われる。 

## 日本のピンクシャツデー
カナダに倣い、2月の最終水曜日を、いじめについて考え、いじめられている人と連帯する思いを表す1日としている。日本初のピンクシャツデー団体として、2011年、NPO団体の日本ピンクシャツデー（英: JAPAN PINK SHIRT DAY)が設立した。